# 黄美那
黄 美那（ファン・ミナ、朝鮮語: 황미나、1961年2月19日 - ）は、韓国の漫画家である。

## 日本語訳された作品
日本において翻訳された漫画作品としては、講談社の漫画雑誌『週刊モーニング』に掲載された『ユニ』と『李さんちの物語』が広く知られている。

## 単行本
いずれも、モーニングKCコミックス。
『ユニ（윤희）』（1995年、全2巻）
- 1巻 ISBN 4063284255
- 2巻 ISBN 4063284263

『李さんちの物語（이씨네 집 이야기）』（1998-2000年、全4巻）
- 1巻 ISBN 4063285847
- 2巻 ISBN 4063286398
- 3巻 ISBN 4063286746
- 4巻 ISBN 4063287246